# Cratere Lorica
Lorica  è un cratere sulla superficie di Marte.